# South Pacific (película de 1958)
South Pacific es una adaptación cinematográfica de 1958 del musical South Pacific, basado en la novela Tales of the South Pacific, de James A. Michener. Es considerada como la película con mayores recaudaciones de 1958.

## Producción
La isla hawaiiana Kauai fue el sitio principal que el equipo de producción de South Pacific utilizó como locación para representar la isla ficticia Bali Hai —algunas tomas pertenecen a la isla tropical Tioman Island, cerca de la costa oriental de Malasia. La locación principal brindó elementos importantes para el desarrollo de la trama; la secuencia en la cual Bilis se halla suspendido en un paracaídas sujeto por un avión dañado, puede servir de ejemplo para evidenciar lo anterior.
La película es más conocida por el uso de filtros iluminados durante la reproducción de la mayor parte de las secuencias musicales, efectos que han sido también criticados enormemente. El director Joshua Logan quería cambiarlo, pero 20th Century Fox, la empresa que distribuyó a nivel mundial la adaptación original, rehusó hacerlo y sin considerarlo de nueva cuenta, el director no pudo corregir algunas escenas —incluso la película ya se encontraba en exhibición en algunos cines estadounidenses. Las críticas no evitaron que la película consiguiera el éxito en recaudación de ese año, mientras que la fotografía, a cargo de Leon Shamroy fue nominada a un Premio Óscar. Lo mismo ocurrió para la musicalización y sonido, los cuales ganaron el premio de esa misma ceremonia. 
La banda sonora permaneció durante varias semanas en las listas de popularidad de Reino Unido (115 en total, durante mediados de los años 1950 y principios de los años 1960). 
La versión original de la película duraba cerca de 3 horas, por lo que más tarde los editores eliminaron algunas secuencias secundarias para ajustarla a una nueva duración de 2 horas y media. La versión original fue hallada tiempo después y exhibida en Bradford, Inglaterra el 14 de marzo de 2005. Cuando Fox (en ese entonces, propietaria de los derechos de la adaptación) se enteró del descubrimiento, optó por elaborar una versión remasterizada con 14 minutos adicionales de escenas inéditas en la versión exhibida. Un paquete de 2 discos DVD fue lanzado comercialmente el 7 de noviembre de 2006, ofreciendo la versión original y la extendida.  
A partir de entonces, Metro-Goldwyn-Mayer es la responsable de la adaptación y exhibición; Fox mantiene los derechos sobre el DVD.  

## Argumento
En 1943, la Armada de los Estados Unidos ha establecido numerosas bases en las islas Salomón, con el objetivo de prepararse para una posible invasión en las costas de Nueva Guinea. En una de las islas vive un jardinero francés llamado Emile de Becque, a quien la Armada busca para contratar como "elemento de reconocimiento" y obtener información de las tropas japonesas invasoras. Antes de completar su misión, Becque se encuentra con la enfermera Nellie Forbush de la Armada. En medio de un musical, la trama restante se devela.

## Reparto
- Rossano Brazzi: Emile De Becque. 
  - Giorgio Tozzi: von cantante de Emile.
- Mitzi Gaynor: Alférez Nellie Forbusch.
- John Kerr: lugarteniente Joseph Cable, USMC.
  - Bill Lee: voz cantante de Cable.
- Ray Walston: Luther Billis.
- Juanita Hall: Bloody Mary. 
  - Muriel Smith: voz cantante de Bloody Mary.
- France Nuyen: Liat.
- Russ Brown: Capitán Georges Brackett, USN.
- Jack Mullaney: The Professor.
- Ken Clark: Stewpot. 
  - Thurl Ravenscroft voz cantante de Stewpot.
- Floyd Simmons: Comandante Bill Harbison, USN.
- Candace Lee: Ngana, hija de Emile.
- Warren Hsieh: Jerome, hijo de Emile. 
  - Betty Wand: voz cantante de Jerome.
- Tom Laughlin: Lugarteniente Buzz Adams.
- Francis Kahele: Henry, sirviente de Emile.
- Robert Jacobs: Primer hombre de comunicaciones.
- John Gabriel: Segundo hombre de comunicaciones.
- Richard Harrison: Copiloto.
- Ron Ely: Piloto.
- Richard H. Cutting: Almirante Kester.